# Гавриленко, Пётр
Пётр Гавриле́нко — командир и начальник штаба (в январе и ноябре 1920) Повстанческой армии Махно.

## Биография
Родился в крестьянской семье. Вступил в ряды анархистов в годы Первой русской революции. Во время Гражданской войны в России — активный участник махновского движения. В начале ноября 1919 года — помощник командира второй группы пехотных частей 2-го и 3-го корпусов, созданной для вытеснения войск ВСЮР из района Гуляй-Поля. Командуя 3-м корпусом сыграл значительную роль в разгроме ВСЮР. В январе 1920 года временно исполнял обязанности начальника штаба Повстанческой армии, Был арестован органами ВЧК. Находился в заключении в Харькове.
После заключения соглашения о совместной борьбе Повстанческой и Красной армий против Русской армии Врангеля был освобождён, направлен на фронт. Начальник полевого штаба Повстанческой армии, а именно её «Крымской группы», которую Нестор Махно направил на Южный фронт на помощь Красной армии. Махновское формирование сделало значительный вклад в разгром армии Врангеля. Сразу после победы органы советской власти приступили к ликвидации «махновщины», и первый удар был нанесён по Крымской группе: в ночь на 24 ноября 1920 её командование, включая Гавриленко, было арестовано и расстреляно в Мелитополе.